# Масікі

32°47′29″ пн. ш. 130°48′59″ сх. д. / 32.79139° пн. ш. 130.81639° сх. д.
Масікі (яп. 益城町) — містечко в Японії, в повіті Камімасікі префектури Кумамото.